# منظمة البورصة والأوراق المالية الإيرانية
منظمة البورصة والاوراق المالية الإيرانية هي مؤسسة عامة غیر حکومیة، لها شخصیة حقوقیة مالیة مستقلة، انها ستدار بموارد العمولة المکتسبة وسهم من حق قبول الشرکات فی البور صات واخری الموارد. موارد اللازمة لبدء النشاط وتحریک المنظمة تمول من الوجوه الامانیة لمجلس البورصة لدی منظمة الوساطة لبورصة طهران.

## قانون السوق للاوراق المالیة
قانون السوق لاوراق المالیة لجمهوریة الاسلامیة الایرانیة التی تمت الموافقة علیها فی الجلسة المفتوحة لمجلس الشوری الاسلامیة فی یوم الثلاثاء من أول شهر آذر لسنة 1384، وفی تاریخ 2/9/1384 تم تاییدها فی مجلس صیانة الدستور وقد واصلت فی طی الرسالة الرقم 170288/206 فی 6/9/1384 الی مجلس الشوری الاسلامیة وتشعر مرفقا للاجراء.
- الفصل الأول: التعاریف والاصطلاحات
- الفصل الثاني: ارکان السوق للاوراق المالیه
- الفصل الثالث: السوق الاولی
- الفصل الرابع: السوق الثانویة
- الفصل الخامس: الإبلاغ فی الأسواق الاولیة والثانویة
- الفصل السادس: الغرائم والعقوبات
- الفصل السادس: المقررات الفرعیه

### الاصطلاحات والألفاظ المستعملة فی هذا القانون
بند 1- ان الاصطلاحات والألفاظ المستعملة فی هذا القانون لها المعانی الآتیه: 
1 – مجلس الاعلی للبورصة والأوراق المالیه: هی مجلس تتشکل وفقا لبند (3) من هذا القانون ومن هنا تسمی «المجلس».
2 – منظمة البورصة والاوراق المالیه: منظمة تتشکل وفقا لبند (5) وبعد ذلک تسمی «المنظمة».
3 – بورصة الاوراق المالیه: سوق له نظام ذاتی الانتظام الذی تُداول فیها اوراق المالیة بتوسط الوساط أو المتداولون، طبقاً لهذا القانون. بورصة الاوراق المالیة (التی تسمی من هنا «البورصة») تُأسس وتُدارُ فی قالب الشرکة المساهمة العامة.
4 – لجنة التحکمیم: لجنة تتشکل طبقاً لبند 37 من هذا القانون.
5 – المرکز: مراکز المتداولین والسماسرة والمستشارین ودور النشر والمستثمرین واخری المجامع المشابهة، کلها انظمة لها نظام ذاتی التی نظراً لتنظیم الروابط بین الأشخاص الذین طبقاٌ لهذا القانون یبادرون بنشاطاتهم فی سوق الاوراق المالیة، وفقاً لنظامات المنظمة المقررة، یسجلون بصفة مؤسسة غیر الحکومیة وغیر الانتفاعیه.
6- تنظیم له نظام ذاتی: تنظیم نظراً لحسن انجاز المهام التی یعهد لها طبقاً لهذا القانون وایضاً نظراً لتنسیق نشاطاته المهنیة والتنیسق للروابط بین الاعضا، یسمح له وضع الضوابط والمواصفات الموحددة المهنیة والانظمة اللازمة واجراءها وفقالهذا القانون.
7 – شرکة التودیع المرکزیة للاوراق المالیة وتسویة الوجوه: شرکة تبادر بانجاز امور ترتبط بالتسجیل والصیانة وتفویض الملکیة للاوراق المالیة وتسویة الوجوه.
8 – الأسواق الخارجة من البورصة: سوق فی قالب شبکة محطات الالکترونیة أو غیرها التی تتم تداول اوراق المالیة فیها علی اساس المذاکرة.
9- السوق الاولیه: سوق یتم هناک عرض الاوراق الجدیدة النشر واکتتابها لأول مرة وهناک توضع المصادر الحاصلة من الاوراق المالیة فی اختیار الناشر.
10- السوق الثانویة: سوق تداول هناک الاوراق المالیة بعد عرضها الاولی.
11- السوق المشتقه: سوق تداول هناک الاتفاقیات التی تنعقد فی القادم وتبتنی التداولات علی الاوراق المالیة أو السلع.
12 – ناشر: الشخص الحقوقی الذی ینشر الاوراق المالیة باسمه.
13 – وساط: الشخص الحقوقی الذی یداول الاوراق المالیة للآخرین ولرصیدهم.
14 – وساط أو المتداول: الشخص الحقوقی الذی یداول الاوراق المالیة للآخرین ولرصیدهم ولاسمهم اویداولها لاسمه نفسه أو لرصید نفسه.
15 – التجار: الوساط هو الذی یداول الاوراق المالیة متلقیاً المبرر اللازمة ویتعهد الازدیاد لکسب النقد وتنظیم العرض والطلب للاوراق المالیة المعینة وتحدید النطاق لعدم استقرار الاسعار.
16- مستشار الاستثمار: الشخص الحقوقی الذی یفید المستثمر مشاورته وذلک فی قالب الاتفاقیات المعینة بالنسبة لتداول الاوراق المالیه.
17- متداول السلات: الشخص الحقوقی الذی یداول الاوراق المالیة للاستثمار فی قالب الاتفاقیة المعینة ولاجل اکتساب المنافع.
18- شرکة تمویل راسمال: شرکة لها نشاط بین ناشر الاوراق المالیة وعامة المستثمرین بوصف الواسطة. وتقدر لها نشاطات کالوساطة والتداول، المشاورة، والاکتتاب والتعهد للاکتتاب والنشاطات المشابه مع اخذالمبرر من المنظمة.
19- صندوق التقاعد: صندوق للاستثمار، ان هذا الصندوق یعدد علاوات الکاملة لعهد تقاعد اعضائه مستفیداً من مشاریع التوفیر والاستثمار.
20 – صندوق الاستثمار؛ مؤسسة مالیة نشاطها الاصلیة الاستثمار فی اوراق المالیة وملاکوه بالنسبة المئویة لاستثمار هم یشترکون فی ربح الصندوق أو خسرانه.
21- مؤسسات المالیة: ویقصدمنها المؤسسات المالیة النشیطة فی سوق الاوراق المالیة ومنها ما یأتی؛ الوساطون، المتداولون مستشارو الاستثمار، مؤسسات التی تعیین الدرجات، صنادیق الاستثمار، شرکات الاستثمار، الشرکات التی تتصدی للمعلومات المالیه، شرکات تمویل رأس المال، صنادیق التقاعد.
22- الشرکة الرئیسیة (هلدینگ): الشرکة المستثمرة فی الشرکة التی تقبل الاستثمار للانتفاع، ان هذه الشرکة تستثمر الی حدما تنتخب مجلس الإدارة بنفسها أو تؤثر کثیراً فی انتخاب الاعضا وذلک باکتسابها اکثریة حق الصوت لرقابة عملیات الشرکة.
23 – المقوم: خبیر مالی یسعر الأموال والاوراق المالیة المذکورة فی هذا القانون.
24 – اوراق المالیة: ای ورقة أو مستند متضمن حقوق المالیة قابل للتفویض للمالک عینه أو متضمن لمنافع تلک الحقوق. ان المجلس، ستعین الاوراق المالیة القابلة للتبادل وستعلنها. مفهوم الاداة المالیة والأوراق المالیة تعادلان فی نص هذا القانون.
25 – انتشار: عبارة عن صدور الاوراق المالیة لعرض العامة.
26- عرض العام: عبارة عن عرض الاوراق المالیة المنتشرة الی العامة لبیعها.
27- عرض الخاص: بیع الاوراق المالیة مباشرة بتوسط «الناشر» الی مستثمری المؤسسات.
28- الاکتتاب، عملیة اشتراء الاوراق المالیة من الناشر أو مندوبه القانوني والتعهد لدفع وجهه الکامل وفق الاتفاقیة.
29- تعهد الاکتتاب؛ تعهد الطرف الثالث اشتراءً لاوراق المالیة التی لم تباع، خلال امد الاکتتاب.
30 – اعلان الاکتتاب: اعلان التی بواسطتها، تستقر المعلومات المربوطة بناشر الاوراق المالیة القابلة للاکتتاب فی تصرف الجمیع.
31- اعلان التسجیل: مجموعة استمارات، معلومات، وثائق واوراق التی فی مرحلة طلب تسجیل الشرکة تعطی للمنظمة.
32- معلومات النهائیة: ای معلومات لم تفش للجمیع وترتبط مباشرة أو غیر مباشرة باوراق المالیة والمعاملات أو ناشرها وان انتشرت اما تؤثرعلی السعر أو علی عزم المستثمرین لتداول اوراق المالیة.
33- السلة: مجموعة الثروات المالیة التی تشتری من محل وجوه المستثمرین.

## ارکان السوق للاوراق المالیة
وفقا لصیانة حقوق المستثمرین ومستهدفاً، الانتظام والاحتفاظ والتنمیة لسوق الشفافة العادلة والنشیطة لاوراق المالیة ونظراً للرقابة علی تنفیذ هذا القانون الحسنه، یتشکل، المجلس والمنظمة مع الترکیب والمهام والاختیارات المذکورة فی هذا القانون - بند 2، قانون السوق للاوراق المالیة للجمهوریة الاسلامیة الایرانیة 
. «المجلس» اعلی الرکن لسوق الاوراق المالیة، التی سیاستها الکبری تقود السوق. أعضاء المجلس علی نحو التالی:
1-وزیر الاقتصاد.
2- وزیر التجارة.
3- مدیر العام لبنک المرکزی للجمهوریة الاسلامیة الایرانیة.
4- رؤساء الغرفة التجارة والصناعات ومناجم ایران وغرفة التعاون.
5- رئیس المنظمة الذی سیقوم بمهامه بوصف «سکریتر المجلس» و «الناطق باسم المنظمة».
6- المدعی العام للبلاد أو نائبه.
7- مندوب واحد من قبل المراکز.
8- ثلاثة خبراء مالی منحصراً من قطاع الخاص، مع مشورة المنظمات المهنیة لسوق الاوراق المالیة وباقتراح وزیر الاقتصاد وموافقة هیأت الوزراء.
9- خبرة واحدة منحصراً من قطاع الخاص باقتراح وزیر المربوطة وموافقة هیأت الوزراء لای «سلعة البورصة» - بند 3، قانون السوق للاوراق المالیة للجمهوریة الاسلامیة الایرانیة 

## وصلات خارجية
- اقتصاد إيران (العربیه) اقتصاد إيران
- Iran.ir
- أطلس ويكيميديا حول Iran